# Liga Mexicana del Pacífico 1977-78
La Temporada 1977-78 de la Liga Mexicana del Pacífico fue la 20.ª edición, llevó el nombre de Ing. Francisco L.Terminel y comenzó el 11 de octubre de 1977.
Esta temporada fue de trascendencia histórica para la Liga, ya que el número de equipos aumento a diez con el ingreso del club Potros de Tijuana, por lo que se dividió en dos zonas(Norte y Sur) y se amplió el calendario de 66 a 74 juegos.
Durante la campaña se lanzó un juego sin hit ni carrera.
La temporada finalizó el 29 de enero de 1978, con la coronación de los Tomateros de Culiacán al vencer 4-2 en serie final a los Cañeros de Los Mochis.

## Sistema de competencia

### Temporada regular
La temporada regular se jugó con el sistema de "todos contra todos", en rol corrido sin vueltas, abarcando un total de 74 juegos a disputarse para cada uno de los diez clubes.

### Postemporada
Tras el término de la temporada regular los ocho equipos con mayor porcentaje sobre la base de ganados y perdidos pasan a la etapa denominada postemporada (play-offs). En esta etapa, los equipos de cada zona se enfrentan entre sí en una serie de nueve juegos donde deben ganar cinco para avanzar a las semifinales. Se enfrenta el cuarto visitando al segundo y el tercero visitando al primero.

### Semifinal
Para la etapa de semifinales, los equipos que ganen la serie del Primer Play Off se enfrentan en una serie de siete juegos donde deben ganar cuatro para avanzar a la final. 

### Final
Se da entre los equipos que ganaron en la etapa de semifinales, a ganar 4 de 7 juegos.

## Calendario
- Número de Juegos: 74 juegos

## Datos Sobresalientes
- Kevin Stanfield, lanza un juego sin hit ni carrera el 22 de diciembre de 1977, con los Cañeros de Los Mochis en contra de Mayos de Navojoa, siendo el número 12 de la historia de la LMP.

## Equipos participantes
| Liga Mexicana del Pacífico 1977-78 |                          |           |             |                           |                          |           |
| Zona                               | Equipo                   | Fundación | Mánager     | Ciudad                    | Estadio                  | Capacidad |
| Norte                              | Águilas de Mexicali      | 1948      | Por definir | Mexicali, Baja California | Nido de los Águilas      | 9,000     |
| Norte                              | Naranjeros de Hermosillo | 1944      | Por definir | Hermosillo, Sonora        | Héctor Espino            | 10,000    |
| Norte                              | Ostioneros de Guaymas    | 1945      | Por definir | Guaymas, Sonora           | "Abelardo L. Rodríguez"  | 5,000     |
| Norte                              | Potros de Tijuana        | 1948      | Por definir | Tijuana, Baja California  | Cerro Colorado           | 10,000    |
| Norte                              | Yaquis de Ciudad Obregón | 1947      | Por definir | Ciudad Obregón, Sonora    | Tomás Oroz Gaytán        | 10,000    |
| Sur                                | Algodoneros de Guasave   | 1970      | Por definir | Guasave, Sinaloa          | Francisco Carranza Limón | 8,000     |
| Sur                                | Cañeros de Los Mochis    | 1947      | Por definir | Los Mochis, Sinaloa       | Emilio Ibarra Almada     | 6,000     |
| Sur                                | Mayos de Navojoa         | 1950      | Por definir | Navojoa, Sonora           | Manuel Ciclón Echeverría | 8,000     |
| Sur                                | Tomateros de Culiacán    | 1965      | Raúl Cano   | Culiacán, Sinaloa         | General Ángel Flores     | 10,000    |
| Sur                                | Venados de Mazatlán      | 1945      | Por definir | Mazatlán, Sinaloa         | Teodoro Mariscal         | 6,000     |

## Standing

### General
| Zona Norte               | Zona Norte | Zona Norte | Zona Norte | Zona Norte | Zona Norte | Zona Norte |
| Equipo                   | JJ         | JG         | JP         | JE         | PCT        | JV         |
| ------------------------ | ---------- | ---------- | ---------- | ---------- | ---------- | ---------- |
| Naranjeros de Hermosillo | 74         | 45         | 28         | 1          | .616       | -          |
| Yaquis de Ciudad Obregón | 74         | 38         | 35         | 1          | .521       | 7.0        |
| Águilas de Mexicali      | 68         | 32         | 35         | 1          | .478       | 10.0       |
| Potros de Tijuana        | 67         | 31         | 34         | 2          | .477       | 10.0       |
| Ostioneros de Guaymas    | 72         | 25         | 46         | 1          | .352       | 19.0       |

| Zona Sur               | Zona Sur | Zona Sur | Zona Sur | Zona Sur | Zona Sur | Zona Sur |
| Equipo                 | JJ       | JG       | JP       | JE       | PCT      | JV       |
| ---------------------- | -------- | -------- | -------- | -------- | -------- | -------- |
| Tomateros de Culiacán  | 74       | 42       | 31       | 1        | .575     | -        |
| Mayos de Navojoa       | 73       | 40       | 33       | -        | .548     | 2.0      |
| Venados de Mazatlán    | 74       | 37       | 36       | 1        | .507     | 5.0      |
| Cañeros de Los Mochis  | 72       | 35       | 37       | -        | .486     | 6.5      |
| Algodoneros de Guasave | 74       | 31       | 41       | 2        | .431     | 10.5     |

| Avanza a Play-offs |

## Playoffs
|  | Primer Play Off | Primer Play Off | Primer Play Off |            |                | Semifinales    | Semifinales | Semifinales |  |          | Final    | Final | Final |  |
|  |                 |                 |                 |            |                |                |             |             |  |          |          |       |       |  |
|  |                 |                 |                 |            |                |                |             |             |  |          |          |       |       |  |
|  | Mexicali        | Mexicali        | 1               |            |                |                |             |             |  |          |          |       |       |  |
|  | Mexicali        | Mexicali        | 1               |            |                |                |             |             |  |          |          |       |       |  |
|  | Hermosillo      | Hermosillo      | 5               |            |                |                |             |             |  |          |          |       |       |  |
|  | Hermosillo      | Hermosillo      | 5               |            | Los Mochis     | Los Mochis     | 4           |             |  |          |          |       |       |  |
|  |                 |                 |                 |            | Los Mochis     | Los Mochis     | 4           |             |  |          |          |       |       |  |
|  |                 |                 | Hermosillo      | Hermosillo | 1              |                |             |             |  |          |          |       |       |  |
|  | Tijuana         | Tijuana         | Hermosillo      | Hermosillo | 1              | 2              |             |             |  |          |          |       |       |  |
|  | Tijuana         | Tijuana         |                 |            |                |                |             |             |  |          |          |       |       |  |
|  | Ciudad Obregón  | Ciudad Obregón  | 5               |            |                |                |             |             |  |          |          |       |       |  |
|  | Ciudad Obregón  | Ciudad Obregón  | 5               |            |                |                |             |             |  | Culiacán | Culiacán | 4     |       |  |
|  |                 |                 |                 |            |                |                |             |             |  | Culiacán | Culiacán | 4     |       |  |
|  |                 |                 | Los Mochis      | Los Mochis | 2              |                |             |             |  |          |          |       |       |  |
|  | Mazatlán        | Mazatlán        | Los Mochis      | Los Mochis | 2              | 1              |             |             |  |          |          |       |       |  |
|  | Mazatlán        | Mazatlán        |                 |            |                |                |             |             |  |          |          |       |       |  |
|  | Culiacán        | Culiacán        | 5               |            |                |                |             |             |  |          |          |       |       |  |
|  | Culiacán        | Culiacán        | 5               |            | Ciudad Obregón | Ciudad Obregón | 3           |             |  |          |          |       |       |  |
|  |                 |                 |                 |            | Ciudad Obregón | Ciudad Obregón | 3           |             |  |          |          |       |       |  |
|  |                 |                 | Culiacán        | Culiacán   | 4              |                |             |             |  |          |          |       |       |  |
|  | Los Mochis      | Los Mochis      | Culiacán        | Culiacán   | 4              | 5              |             |             |  |          |          |       |       |  |
|  | Los Mochis      | Los Mochis      |                 |            |                |                |             |             |  |          |          |       |       |  |
|  | Navojoa         | Navojoa         | 4               |            |                |                |             |             |  |          |          |       |       |  |
|  | Navojoa         | Navojoa         | 4               |            |                |                |             |             |  |          |          |       |       |  |
|  |                 |                 |                 |            |                |                |             |             |  |          |          |       |       |  |

### Primer Play-off
| Zona Norte               | Zona Norte | Zona Norte | Zona Norte | Zona Norte | Zona Norte | Zona Norte |
| Equipo                   | JJ         | JG         | JP         | PCT        | JV         |            |
| ------------------------ | ---------- | ---------- | ---------- | ---------- | ---------- | ---------- |
| Naranjeros de Hermosillo | 6          | 5          | 1          | .833       | -          |            |
| Yaquis de Ciudad Obregón | 7          | 5          | 2          | .714       | -          |            |
| Potros de Tijuana        | 7          | 2          | 5          | .286       | 3.0        |            |
| Águilas de Mexicali      | 6          | 1          | 5          | .167       | 4.0        |            |

| Zona Sur              | Zona Sur | Zona Sur | Zona Sur | Zona Sur | Zona Sur | Zona Sur |
| Equipo                | JJ       | JG       | JP       | PCT      | JV       |          |
| --------------------- | -------- | -------- | -------- | -------- | -------- | -------- |
| Tomateros de Culiacán | 6        | 5        | 1        | .833     | -        |          |
| Cañeros de Los Mochis | 9        | 5        | 4        | .556     | -        |          |
| Mayos de Navojoa      | 9        | 4        | 5        | .444     | 1.0      |          |
| Venados de Mazatlán   | 6        | 1        | 5        | .167     | 4.0      |          |

| Avanza a semifinal |

### Semifinal
| Grupo 1                  | Grupo 1 | Grupo 1 | Grupo 1 | Grupo 1 | Grupo 1 |
| Equipo                   | JJ      | JG      | JP      | PCT     | JV      |
| ------------------------ | ------- | ------- | ------- | ------- | ------- |
| Cañeros de Los Mochis    | 5       | 4       | 1       | .800    | -       |
| Naranjeros de Hermosillo | 5       | 1       | 4       | .200    | 3.0     |

| Grupo 2                  | Grupo 2 | Grupo 2 | Grupo 2 | Grupo 2 | Grupo 2 |
| Equipo                   | JJ      | JG      | JP      | PCT     | JV      |
| ------------------------ | ------- | ------- | ------- | ------- | ------- |
| Tomateros de Culiacán    | 7       | 4       | 3       | .571    | -       |
| Yaquis de Ciudad Obregón | 7       | 3       | 4       | .429    | 1.0     |

| Avanza a la final     |
| Caneros de Los Michls |
| Tomateros de Culiacán |

### Final
| Equipos               | JJ | JG | JP | PCT  | JV  |
| --------------------- | -- | -- | -- | ---- | --- |
| Tomateros de Culiacán | 6  | 4  | 2  | .667 | -   |
| Cañeros de Los Mochis | 6  | 2  | 4  | .333 | 2.0 |

Game 1 
Tomateros de Culiacán - Caneros de Los Mochis 8:4
Game 2
Caneroa de Los Mochis - Tomateros de Cuilan  9:3
Game 3
Tomateroa de Cuilan - Caneros de Los Mochis 5:7
Game 4
Caneros - Tomateros 13:6
Game 5
Tomateros - Caneros 6:9
Game 6 
Caneros - Tomateros 3:10
| Campeón                        |
| Tomateros De Cuilan Tem. 77-78 |

## Cuadro de honor
| Equipos                  | Posición   |
| ------------------------ | ---------- |
| Tomateros de Culiacán    | Campeón    |
| Cañeros de Los Mochis    | Subcampeón |
| Yaquis de Ciudad Obregón | 3° Lugar   |
| Naranjeros de Hermosillo | 4° Lugar   |
| Mayos de Navojoa         | 5° Lugar   |
| Potros de Tijuana        | 6° Lugar   |
| Águilas de Mexicali      | 7° Lugar   |
| Venados de Mazatlán      | 8° Lugar   |
| Algodoneros de Guasave   | 9° Lugar   |
| Ostioneros de Guaymas    | 10° Lugar  |

## Designaciones
A continuación se muestran a los jugadores más valiosos de la temporada.
| Designación         | Ganador        | Equipo                |
| ------------------- | -------------- | --------------------- |
| Jugador Más Valioso | Tomas Armas    | Tomateros de Culiacán |
| Pitcher del Año     | José Peña      | Mayos de Navojoa      |
| Novato del año      | Francisco Lara | Mayos de Navojoa      |
| Mánager del Año     | Raúl Cano      | Tomateros de Culiacán |
| Mánager Campeón     | Raúl Cano      | Tomateros de Culiacán |
| Campeón de Bateo    | Mike Easler    | Cañeros de Los Mochis |
| Campeón de Pitcheo  | José Peña      | Mayos de Navojoa      |